# Thomas Rørdam (präst)
Thomas Ludvig Rørdam, född den 11 maj 1836 på Harboøre, död den 30 oktober 1894 i Gamtofte, var en dansk präst, bror till Hans Kristian Rørdam, brorson till Hans Christian och Peter Rørdam, systerson till Vilhelm Birkedal.  
12 år gammal kom Rørdam, efter att fadern blivit förflyttad till Ondløse och Søndersted på Själland, i Roskilde skola, och från den dimitterades han till universitetet 1854.  
År 1861 blev han teologisk kandidat, och 1863 äktade han Clara Sophie Clausen, dotter till prästen Emil Theodor Clausen. Det nygifta paret slog sig ned i Stege, där Rørdam, under prästen Frederik Engelhart Boisens egid, hade öppnat en privatskola.
Han var samtidigt en flitig medarbetare i Boisens Budstikke, och några av hans bidrag till denna tidskrift (särskilt den av varm känsla uppfyllda artikeln Hvad Kirkeklokken nu fortæller, 15 december 1864) väckte stor uppmärksamhet.  
Verksamheten i Stege fick emellertid ett hastigt slut, då bröstsvaghet nödgade honom att redan på hösten 1865 med vänners hjälp bege sig söderut. Uppehållet i Italien skaffade honom dock inte hälsan tillbaka. 
Först genom en energisk diet blev han så rask, att han 1868 kunde överta kapellani i Rerslev på Själland. 5 år senare blev han sognepræst i Norup på den fynska slätten; 1879 blev han förflyttad till Vejlø och 1892 till Gamtofte.  
Rørdam var en irenisk natur, som på olika sätt, inte minst genom utgivandet av Kirkebladet (sedan 1877), strävade efter att få till stånd en förståelse mellan den grundtvigska riktningen och dess kyrkliga motståndare, särskilt Indre Mission.  
Han var en varm vän av Bethesdamötena och Santalmissionen, och då det forenede Venstre hade bildats, skrev han Vennebrev til Grundtvigianerne i "det forenede Venstre" (1874) för att dra sina meningsfränder bort från en sammanslutning, som i hans ögon var en falsk allians.
Det var en artikel av honom (i Dansk Kirketidende 1878, nr. 10), som väckte en långvarig fejd om Bjørnstjerne Bjørnsons ställning till kristendomen. Hans död förorsakades av en hjärtsjukdom, som i flera år hade minskat hans arbetsförmåga.